# Hirondelle à ailes tachetées
Hirundo leucosoma
Espèce
Statut de conservation UICN

 LC  : Préoccupation mineure
L'Hirondelle à ailes tachetées (Hirundo leucosoma) est une espèce de passereau de la famille des Hirundinidae.
Son aire s'étend de la Sénégambie à la frontière nigériano-camerounaise.
C'est une espèce monotypique (non subdivisée en sous-espèces).